# Джош Вікс
Джошуа М'їа Вікс (англ. Joshua Myiah Wicks; нар. 1 листопада 1983, Ландштуль, ФРН) — американський футболіст, воротар.

## Життєпис

### Ранні роки та виступи на аматорському рівні
Вікс народився на американській військовій базі Регіонального медичного центру Ландшталю в Німеччині, проте виріс у місті Сан-Бернардіно, штат Каліфорнія. Під час навчання коледжуграв за футбольну команду «Бакерсфілд Роадраннерс», а під час міжсезоння в чемпіонаті серед команд з коледжів, влітку 2003 року захищав кольори клубу «Демойн Менас» з USL Premier Development League.

### Професіональна кар'єра
У 2005 році, перший рік у професіональному футболі, грав за «Ванкувер Вайткепс». Вікс розпочав сезон як дублер Майка Френкса. Однак через травми основного воротаря вийшов на поле в 13-и матчах чемпіонату, у тому числі й у 2-х поєдинках. Вікс пропустив лише 0,55 м'яча за гру, у складі ванкуверського клубу допоміг здобути п'ять перемог, чотири рази зіграти внічию та зазнали чотирьох поразок. Також відстояв 8 матчів «на нуль», в тому числі й у 2-х матчах.
У 2006 році підписав новий контракт з «Кепс», будучи дублером Ентоні Крейга. Допоміг ванкуверу виграти перший чемпіонський титул USL First Division після перемоги (3:0) над «Рочестер Ріноз».
У березні 2007 році став одним з двох нових воротарів «Портленд Тімберз». За підсумками сезону зіграв 14 матчів «на нуль» (з 27-и загалом), завдяки чому набрав 633 пункти та був визнаний Найкращим воротарем року. При цьому відзначився 2-а гольовими передачами (3-й найкращий воротар), вибиваючи матч від воріт.
Вікс побудував на перегляді в «Лос-Анджелесі Галактику» під час передсезонного турне, виступаючи на передсезонному чемпіонаті Міжтихоокеанського регіону на Гаваях, а такрж відправився в азійське турне по Китаю та Гонконгу. Справив хороше враження на Рууда Гулліта й 28 березня 2008 року підписав контракт з «Гелексі». Дебютував у MLS 30 серпня 2008 року проти «Нью-Інгленд Революшн», замінивши у другому таймі Стіва Кроніна, який отримав травму.
Вікс був обмінений на «Ді Сі Юнайтед» на умовний 4-й раунд SuperDraft MLS 2010. Дебютував за «Юнайтед» 22 березня 2009 року в поєдинку 1-о туру проти свого колишнього клубу.
16 квітня 2010 року отримав від «Ді Сі» статус вільного агента, після чого перебрався до Фінляндії, де уклав договір з представником Вейккаусліги ФК «Марієгамн», який базувався на Аландських островах. Дебютував за нову команду 18 січня 2011 року в переможному (4:0) поєдинку Кубку фінської ліги проти «Гака». У лютому 2012 року в поєдинку проти «Гака» зламав ногу нападнику команди-суперниці Альберту Кукі, через що отимав 2-місячну дискваліфікацію, за що з гравцем було розірвано контракт та розпочате кримінальне провадження. У своєму дебютному сезоні в «Марієгамні» фінський спортивний журнал Veikaaja визнав американця найкращим гравцем чемпіонату Фінляндії. 15 липня 2012 року підписав контракт з клубом Першого дивізіону ісландського чемпіонату «Тор». У складі клубу провів 7 поєдинків.
У лютому 2014 року Вікс підписав 2-річний контракт з представником шведського Дивізіону 1, зона «Північ» «АФК Ескільстуна». У лютому 2016 року угоду було прологовано ще на один рік Джош двічі допоміг новому клубу підвищитися в класі, після чого напередодні старту сезону 2017 року відправився в 1-річну оренду до новачка Аллсвенскану ФК «Сіріус». Він був основним воротарем команди, незважаючи на те, що цейсезон став дебютним для Джоша у вищому дивізіоні шведського футболу. По завершенні сезону підписав 2-річний контракт з «Сіріусом». 19 квітня 2018 року «Сіріус» оголосив, що контракт з Віксом буде розірвано за порушення правил команди.
У квітні 2018 року Вікс під час перевірки на допінг по завершенні матчу першого туру чемпіонату Швеції в крові американця буловиявлено кокаїн, в результаті чого він був відсторонений за вживання допінгу. За порушення антидопінгового законодавства отримав річну дискваліфікацію, до 17 квітня 2019 року. Ухвалу було оскаржено, але Верховний спортивний Швеції після цього продовжив термін дискваліфікації з одного до двох років, до 17 квітня 2020 року.

### Проблеми в «Ді Сі»
29 серпня 2009 року, під час матчу проти «Чикаго Файр», Вікс зіткнувся з одноклубником Марком Берчем після того, як Берч не встиг вийти з меж штрафного майданчика під час виконання «Файр» пенальті. Спалахнула сутичка; Вікса як похвалили, так і розкритикували за цей інцидент.
Через декілька днів, 2 вересня 2009 року, під час фіналу Відкритого кубка США 2009 року проти «Сіетл Саундерз», Джош навмисно наступив на суперника, Фреді Монтеро, після того, як колумбієць відзначився голому воротах «Юнайтед». Згодом Вікса дискваліфікували на майбутні 5 матчів Відкритого кубку США.

## Досягнення
«Ванкувер Вайткепс»
- USL First Division
  -  Чемпіон (1): 2006

### Індивідуальні
- Найкращий воротар року в USL First Division (1): 2007